# Праведники народов мира в Польше
Праведники народов мира в Польше — люди, спасавшие евреев в оккупированной нацистами Польше во время Второй мировой войны и получивщие затем от израильского Института Катастрофы и героизма «Яд ва-Шем» звания праведников народов мира. Известно 7280 польских праведников.

## Число выживших и спасителей
Всего выжило примерно 280 тысяч польских евреев, 70 % из них — в СССР и других странах, куда они бежали от нацистов. В самой Польше было спасено поляками от 30 до 60 тысяч, ещё 10-15 тысяч выжили в лесах и в рядах партизан. Максимальная оценка числа евреев, выживших в Польше, составляет до 120 тысяч.
Реальное число поляков, помогавших евреям, оценить крайне сложно. По оценкам историка Ричарда Лукаса до 350 тысяч поляков принимали участие в спасении евреев в той или иной мере, на разных стадиях спасения. Бывший участник польского антинацистского подполья Владислав Бартошевский оценивал это число до миллиона, немецкий историк Ханс Фюрт в статье, посвящённой оценке возможного числа участников спасения, полагает, что это число могло составлять до 1,2 миллиона человек. На 2022 год праведниками мира признано 7280 поляков.
По утверждению польского Института Национальной памяти 5000 поляков, спасавших евреев или помогавших им, были казнены нацистами за эту помощь. Польское правительство в изгнании создало специальное подпольное агентство Жегота (пол. Żegota, Совет помощи евреям на оккупированной территории Польши; 1942—1945), чтобы организовать спасение евреев. Во главе его стояла Зофия Коссак-Щуцкая. Другой видный деятель этой организации — Ирена Сендлерова. Польский подпольщик Ян Карский в 1942 году добрался до Великобритании с докладом об истреблении евреев и пытался привлечь внимание британских и американских политиков к необходимости оказать им помощь.

## Список (заведомо неполный)
- Адамович, Ирена
- Антонович, Винцентий с женой Ядвигой и дочерью Люциной
- Арчиньский, Фердинанд
- Банечко, Зофия с матерью
- Бартошевский, Владислав
- Борковска, Анна
- Францишек и Магдалена Банасевич с детьми
- Штефан Брадло и его семья
- Данько, Кристина
- Добрачинский, Ян
- Козьминьская, Анна
- Мария Федецкая
- Фогг, Мечислав
- Анджей Гарбулиньский с сыном (убиты за помощь евреям)
- Антоний Гаврылкевич
- Геттер, Матильда
- Зофия Глазер
- Юлиан Гробельный с женой Галиной
- Ирена Гут
- Хенрик Иваньский
- Штефан Ягодзиньский
- Станисав Ясиньский и его дочь Эмилия
- Юзеф и Виктория Ульма из деревни Маркова
- Милош, Чеслав
- Вайгль, Рудольф
- Хенрик Волынски
- Павел Зенон Вось с родителями Павлом и Анной
- Загурский, Ежи
- Жабинский, Ян и его жена Антонина

## Риск
Нацисты обычно казнили всех жителей домовладения, где обнаруживали скрывавшегося еврея.